# El vuelo de la victoria
El vuelo de la victoria é uma telenovela mexicana produzida por Nathalie Lartilleux para Televisa e foi exibida pelo Las Estrellas de 10 de julho de 2017 a 12 de novembro de 2017, substituindo Mi adorable maldición, e sendo substituída por Sin tu mirada É uma adaptação da telenovela venezuelana Como tú, ninguna.
Protagonizada por Paulina Goto, Andrés Palacios, Mane de la Parra e Susana González e  antagonizada por Elizabeth Álvarez, Jorge Poza, Gaby Mellado, Eva Cedeño e a primeira atriz Helena Rojo e com participações estrelares de Jorge Aravena, René Strickler, Verónica con K, Natalia Guerrero, Roberto Blandón e Arturo Peniche e além da participação especial da primeira atriz Susana Dosamantes.

## Sinopse
Na fazenda Seis Potros, que pertence à família Santibáñez, Cecilia (Natalia Guerrero), uma mulher doente e desprotegida, abandona a filha recém nascida e vai embora com apenas uma esperança: que sua filha tenha mais sorte do que teria ao lado dela.
E é Chencha (Verónica con K) quem encontra a pequena e, desde este momento, se torna a nova mãe da bebê. Agora deverá ter o cuidado de criar a menina sem incomodar aos donos da casa, sobre tudo, para não irritar a temível Gloria de Santibáñez (Susana Dosamantes), dona da fazenda, uma mulher fria e controladora que marcará o destino da menina.
A menina é batizada como Victoria, pois sua primeira vitória foi ter sido encontrada viva após o abandono da mãe. Ela cresce e se torna uma menina normal, cheia de vida e muito alegre. Aos seus 4 anos, já se acostuma a correr descalça. Tal parece que seu destino é apenas um: se tornar em corredora profissional.
No povoado chega Clemente (René Strickler), um caça talentos para a equipe de atletismo da seleção que representará o México. Lá, ele encontra a sua estrela. Victoria poderia entrar para a equipe, mas aos 14 anos é acusada de causar o acidente de sua melhor amiga, que fica em coma. E é assim que Victoria é condenada a passar os últimos anos de sua adolescência em um reformatório. Mas seu mundo não chegou ao fim, pois sua mãe adotiva Chencha e Andrés (Mane de la Parra), filho mais novo de Gloria, juram apoiá-la até que ela saia de lá.
Apesar de sua mãe odiar Victoria e sempre tentar separá-los, Andrés sempre se manteve fiel à sua promessa de devolver sua liberdade e torná-la sua esposa.
Quando Victoria (Paulina Goto) cumpre 18 anos, ela recupera sua liberdade e a esperança de ser uma grande atleta. Mas terá que enfrentar uma decisão que marcará novamente seu destino. Terá que decidir entre seguir o sonho de se tornar uma corredora profissional ou ficar ao lado de Andrés, que não a abandonou quando ela mais precisou.
Clemente reaparece para lembrá-la que é uma ganhadora e oferece pela última vez que ela vá para a capital se integrar ao grupo de atletismo. Victoria decide seguir seu sonho e deixar tudo pra trás, sem imaginar que também deixará Cecilia, sua verdadeira mãe, que depois de tantos anos, volta ao povoado em busca da filha e jura não descansar até recuperá-la.
Na cidade, Victoria e Raúl (Andrés Palacios) se conhecem. Ele é o médico da equipe de atletismo, mas, além disso foi a pessoa que a acompanhou durante sua estadia no reformatório através de seu programa de rádio. Agora o amor que ambos sentiam sem se conhecer, é uma realidade.
Enfim a vida de Victoria parece ter um rumo, mas o destino ainda tem surpresas preparadas e muitos obstáculos. Ela deverá aprender que só com disciplina, dedicação e esforço conseguirá alcançar todas as suas metas. Victoria é uma alma livre e ninguém deterá seu voo.

## Elenco
- Paulina Goto - Victoria "Vicky" Tonantzin de Santiáñez y Calzada / Victoria Acevedo Rosales
- Andrés Palacios - Raúl de la Peña Ruiz[4]
- Mane de la Parra - Andrés Santibáñez y Calzada Cruz
- Susana González - Isadora Duncan de la Peña[5]
- Jorge Aravena - Jorge Acevedo
- Elizabeth Álvarez - Magdalena Sánchez de De la Peña[6]
- René Strickler - Clemente Mendieta
- Susana Dosamantes - Gloria Cruz vda. de Santibáñez y Calzada[7]
- Jorge Poza - Julio Montaño[8]
- Verónika con K - Crescencia "Chencha" Tonantzin
- Natalia Guerrero - Cecilia Rosales de Acevedo
- Roberto Blandón - Santiago Santibáñez y Calzada[9]
- Helena Rojo - María Isabel Ruiz vda. de la Peña[10]
- Arturo Peniche - Braulio Zavala[11]
- Gaby Mellado - Adriana Hernández
- Juan Pablo Gil - Arturo Acevedo Rosales[12]
- Tania Lizardo - Usumacinta "Cinta"
- María Andrea Araujo - Tania
- Eva Cedeño - Cristina Rivadeneira Montero
- Ana Lorena Elorduy - Elsa de la Peña Sánchez
- Clarisa González - Elena Santibáñez y Calzada
- Pía Sanz - Luz Clarita Santibáñez y Calzada
- Briggitte Bozzo - Ángela
- Lalo Palacios - Elías Zamora
- Isadora González - Mireya
- Rafael Amador - Padre Esteban
- Mauricio García-Muela - Leonardo de la Peña
- Guillermo Avilán - Ernesto Coral
- Susana Lozano - Maritza Zavala
- Guillermo Avilán - Ernesto Coral
- Lizetta Romo - Zulema
- Jorge Gallegos - Ignacio "Nacho"
- Pietro Vanucci - Saúl
- Germán Gutiérrez - Armando
- Palmeira Cruz - Milagros
- Claudia Bollat - Rosa
- Arturo Muñoz - Lic. Mandujano
- Rubí Cardoso - Mirna
- Arena Ibarra - Rosaura
- Andrés B. Durán - Alfredo
- María Prado - Sra. Nájera
- Alejandro Cuétara - Félix
- Jorge Ortín - Lic. Carlos Yepes
- Leonardo Andriessen - Alejandro Tonantzin / Sebastián Zavala
- Mathías Anthuano - Fénix Montaño Santibáñez y Calzada
- Kamil Omael - Crescencio "Chencho" Tonantzin
- Jaime Maqueo - Andrés Santibáñez y Calzada (niño)
- Alejandro Izaguirre - Santiago Santibáñez y Calzada (joven)
- Horacio Pancheri - Visitante del hospital (episódio 57)

## Produção
- As gravações começaram em 2 de maio de 2017 é terminou em 30 de outubro de 2017.[13]
- O ator Pablo Montero iria ser o protagonista Raúl, mas por desacordo com a produtora Nathalie, Pablo foi demitido e o papel ficou para Andrés Palacios.

## Audiência
| Horário             | # Eps. | Estreia             | Estreia           | Final                  | Final           | Temporada |
| Horário             | # Eps. | Data                | Primeiro capítulo | Data                   | Último capítulo | Temporada |
| ------------------- | ------ | ------------------- | ----------------- | ---------------------- | --------------- | --------- |
| Segunda—Sexta 17h30 | 89     | 10 de julho de 2017 | 28.5              | 12 de novembro de 2017 | 19.7            | 2017      |